# Exomalopsis dimidiata
Exomalopsis dimidiata är en biart som beskrevs av Timberlake 1980. Exomalopsis dimidiata ingår i släktet Exomalopsis och familjen långtungebin. Inga underarter finns listade i Catalogue of Life.